# Detroit Pistons

Logo vechi

Detroit Pistons este un club de baschet din orașul Detroit, Michigan care evoluează în NBA. Echipa joacă meciurile de acasă în Little Caesars Arena. A fost original fondată în Fort Wayne, Indiana ca Fort Wayne Zollner Pistons ca echipă de semi-profesioniști, în 1937, iar în 1941 a devenit membră a National Basketball League. Clubul s-a alăturat NBA în 1948 s-a mutat în Detroit și a câștigat de atunci trei campionate, cel mai recent în 2004.